# Litigiella glabra

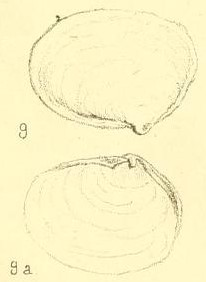
Originalabbildung: Fischer, 1873, Taf. 2, Fig. 9, 9a

Litigiella glabra ist eine Muschel-Art aus der Familie der Montacutidae.

## Merkmale
Die gleichklappigen, stark abgeflachten (dünnen) Gehäuse sind bis 8,5 mm lang (Fischer gibt den Holotyp an: 4 mm lang und 3 mm hoch). Die Gehäuse sind aber ungleichseitig, die orthogyr eingerollten Wirbel befinden sich hinter der Mittellinie. Die Gehäuse sind im Umriss schief-eiförmig, etwas verlängert in Richtung des unteren Vorderrandes. Der Protoconch ist deutlich abgesetzt. Der vordere Dorsalrand ist gerade oder leicht konkav gewölbt und fällt mäßig steil zum gut gerundeten Vorderende ab. Der hintere Dorsalrand ist schwach gewölbt und fällt etwas flacher als der vordere Dorsalrand zum gerundeten Hinterrand ab. Der Ventralrand ist weit gerundet. Lunula und Area sind nicht ausgebildet.
Nach Nordsieck ist das Ligament außen nur schwach entwickelt, nach Hoeksema fehlt es außen. Das Ligament ist innen kräftig ausgebildet und verläuft schräg zur Schlossplatte. Es sitzt auf einem Resilifer. Die Schlossplatte ist lang mit einem schmalen, vorstehenden Hauptzahn in der rechten und in der linken Klappe. Es sind außerdem ein vorderer und ein hinterer, lamellenartiger Seitenzahn in beiden Klappen vorhanden. Es sind zwei Schließmuskeln ausgebildet. Die Mantellinie ist vollständig.
Die weißliche Schale ist dünn und zerbrechlich, z. T. auch durchscheinend. Die Ornamentierung besteht aus Anwachslinien und etwas gröberen, konzentrischen Linien. Es können auch einige radiale, unregelmäßige Striae vorhanden sein. Der Schaleninnenrand ist glatt. Der Protoconch ist glatt; er weist nur feine Anwachsstreifen auf.

## Ähnliche Arten
Litigiella glabra unterscheidet sich von der ebenfalls im Mittelmeer vorkommenden ähnlichen Art Scacchia oblonga (Philippi, 1836) durch den eiförmigen Umriss des Gehäuses (rundlich bei S. oblonga), die orthogyren Wirbel, das Schloss (nur je ein Hauptzahn in den beiden Klappen) und radiale Elemente in der Ornamentierung.

## Geographische Verbreitung, Lebensraum und Lebensweise
Das Verbreitungsgebiet der Art erstreckt sich im östlichen Atlantik von der Biskaya bis nach Südspanien und ins Mittelmeer hinein.
Die Art lebt kommensal mit dem Gemeinen Spritzwurm (Sipunculus nudus).

## Taxonomie
Das Taxon wurde 1873 von Paul Henri Fischer als Lepton glabrum publiziert. Es ist die Typusart der Gattung Litigiella, die 1909 von Tommaso di Maria Allery Monterosato aufgestellt wurde. Bereits Monterosato (1908) erkannte, dass Erycina cuenoti Lamy, 1908 ein jüngeres Synonym von Litigiella glabra (Fischer, 1873) ist. Ein weiteres Synonym ist Montacuta perezi Pelseneer, 1909.